# Seboroická dermatitida

Akutní forma seboroické dermatitidy na pokožce hlavy

Seboroická dermatitida (nebo také seborhoická dermatitida nebo seborea) je dlouhodobá porucha kůže. Postihuje zejména části pokožky, které jsou mastné, čili tam, kde se nalézají mazové žlázy, jako je skalp, obličej a trup. Projevuje se mastnými, lupovitými a zánětlivými ložisky kůže. Místa postižená seboreou jsou potažená červenými a žlutými šupinkami, které mohou, ale nemusí svědit. Nadměrné maštění pokožky vede k vytvoření silného mazového filmu na kůži.

## Diagnostika
Někdy není snadné seboreu diagnostikovat, protože příznaky se kryjí s jiným kožním onemocněním, např. způsobených alergií, atopickým ekzémem nebo lupenkou.
Seboreu však bezpečně pozná zkušený tricholog, který je vyškolený na anomálie vlasů a vlasové pokožky. Seboroická dermatitida často postihuje kojence v prvních měsících života, stejně tak mladé muže.
Seborea se objevuje postupně, většinou jsou prvními příznaky odlupující se šupiny kůže nejčastěji kdekoliv v oblasti skalpu, za ušima, na tváři a v oblastech, kde se přehýbá kůže. Šupiny mívají žlutou, bílou nebo našedlou barvu. Ve vážnějších případech se pak mohou nažloutlé až načervenalé šupiny objevovat podél vlasů, za ušima, v ušním kanálku, na obočí, na nose a jeho okolí, na trupu a na vršku zad.
Běžně se pacienti setkávají s mírným zčervenáním šupinaté kůže a v některých případech i se ztrátou vlasů. Mezi další symptomy se řadí slabá či silná vrstva filmu na kůži, mastná kůže pokrytá bílými či žlutými šupinami, svědění a pálení.

## Příčina

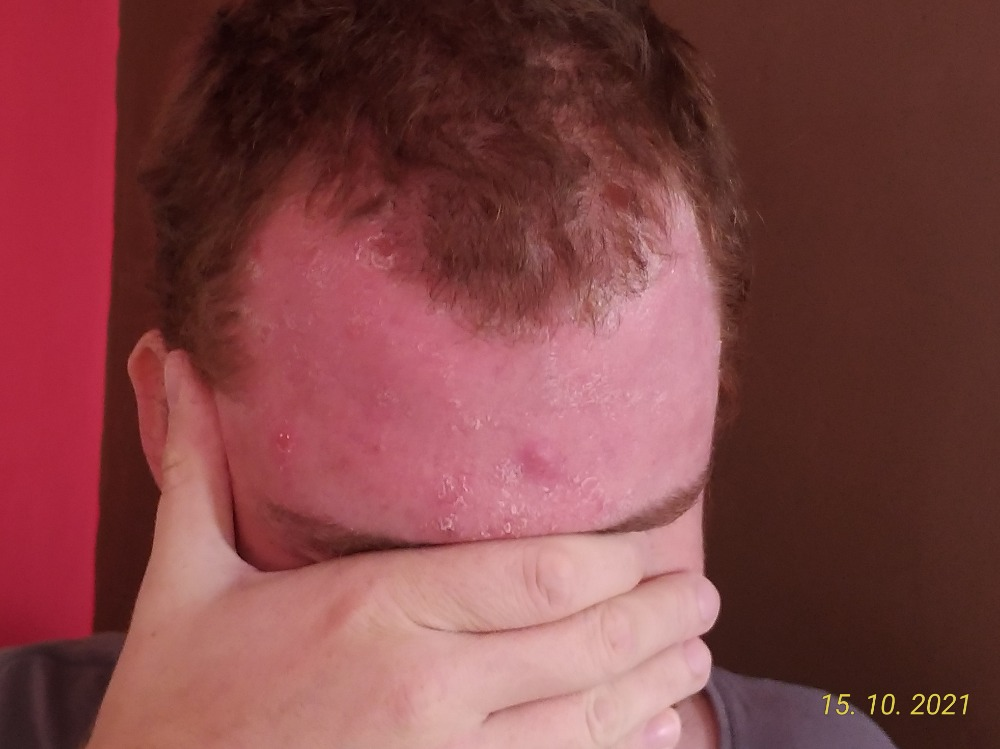
Zasažené čelo

V současnosti nejsou konkrétní příčiny známy. Mezi dva hlavní faktory, které se podílejí na vzniku onemocnění, se považují:
- zvýšená činnost mazových žláz s nadprodukcí kožního mazu;[8][7]
- přemnožení kvasinek rodu Malassezia, které tvoří běžnou kožní mikroflóru. Osidlují především oblasti s větším počtem mazových žláz. Jejich snížení v postižených oblastech vede ke zmírnění symptomů.[8]

Mezi další možné příčiny se řadí:
- oslabený imunitní systém;[9]
- špatná životospráva (obezita, nadměrný příjem alkoholu, kouření, porucha příjmu potravy);[10][9]
- zimní a suché období;[11][12]
- hormonální nerovnováha;
- nedostatek spánku, únava, stres a deprese;[13]
- genetické dispozice;[10]
- HIV pozitivita;[10]
- užívání některých léků;[11][13]
- používání kosmetických přípravků s obsahem alkoholu[10];
- dlouhodobé nošení roušek či respirátorů.[14]

Hovoří se také o nedostatku vitamínu B a nadměrném příjmu cukru, nicméně souvislost se vznikem onemocnění nebyla prokázána. U dětí se ukázala spojitost s nadměrným množstvím vitamínu
A
.[zdroj?]
Naopak špatná hygiena ani alergie spojitost se vznikem onemocnění nemají.

## Léčba
Seborea se často léčí antimykotiky, kortikosteroidy a keratolytiky (např. antiandrogeny, antihistaminiky). Vlasová pokožka se může ošetřit rašelinovými zábaly, které odstraní stroupky a lupovitost. V těžkých případech jsou lékařsky předepisovány kortikoidy, které ale při dlouhodobém užívání mají výrazné negativní účinky. Pobyt na slunci nebo na čerstvém vzduchu, nejlépe u moře nebo na horách, může mít velmi pozitivní účinek a výrazně zmírnit příznaky.
Seboroická dermatitida se vyskytuje i u zvířat, kde lze zmírnit obtíže používáním šamponů s biotinem.

### Antimykotika
Každodenní používání antimykotických přípravků (ať už volně prodejných nebo na předpis) může pomoci pacientům se znovu objevujícími se případy seborei. Léčiva s obsahem Ketokonazolu a Ciklopiroxu mají nejlepší výsledky. Studie jiných antimykotik zatím nebyla provedena, a tak není jisté, jestli nějaká jiná kombinace léčiv není srovnatelně účinná.
Další možností je přirozené nebo umělé UV záření, které dokáže udržet na uzdě kvasinky Malassezia.

### Antiandrogeny
Seborea se považuje za citlivou na množství androgenu v lidském těle. Je tedy způsobena nebo alespoň podporována androgeny (pohlavní hormony), jako je testosteron a dihydrotestosteron, a je častým příznakem hyperandrogenismu. Seborea je tak, stejně jako např. akné, často spojována s pubertou, kvůli zvýšené produkci androgenů v tomto období.
Pro zmírnění příznaků seborey je velmi účinná kombinace antiandrogenů, jako je Cyproteron, Spironolakton a Flutamid. Efektivnost tohoto druhu léčení se liší podle použitých antiandrogenů. Zatímco u spironolakton (poměrně slabého antinadrogenu) bylo zjištěno 50% zlepšení již po 3 měsících, u Flutamidu to bylo 80% po 3 měsících, přesto se tato metoda používá jenom v těžkých případech seborey. Terapie antiandrogeny by měla být použita pouze pro léčbu žen, nikdy mužů, neboť u mužů mohou způsobit feminizaci (např. růst prsou), sexuální dysfunkci a neplodnost. Antiandrogeny mohou teoreticky způsobit feminizaci lidského fetu a proto by se tato léčba u sexuálně aktivních žen, které mohou otěhotnět, měla vždy kombinovat s antikoncepcí.

### Antihistaminikum
Primárně jsou určena pro zmírnění svědění, pokud jím pacient trpí. Nicméně výzkumy ukazují, že některá antihistaminika mají i protizánětlivé účinky.

### Protizánětlivá léčiva
V krátkodobém horizontu se ukázaly jako efektivní léčba seborey lokálními steroidy, která je stejně účinná, nebo i účinnější než léčba azolem. Také jsou důkazy, které naznačují účinnost calcineurinu a léků na bázi lithiové soli.

### Ostatní léčiva
- Uhelný dehet – přestože nebylo prokázáno, že by šampóny s dehtem významně podporovaly rakovinotvorné bujení,[31] je třeba být opatrný, neboť je dehet karcinogenní pro zvířata. Ve větším množství je pak dehet karcinogenní i pro člověka
- Pimekrolimus – jedná se o krém, který zmírňuje reakci imunitního systému
- Prednison – jedná se o léčivo podávané ústně, které se však považuje za krajní možnost kvůli velkému množství vedlejších účinků[32]
- Isotretinoin – používá se jako jedna z posledních možností u těžkých případů. Tento druh léku snižuje činnost mazových žláz, avšak má poměrně silné nežádoucí účinky, a proto je tento druh léčby určen jenom pro pár pacientů, kteří tento druh léčby potřebují.[32]

## Výskyt
Seborea postihuje zhruba 1 – 5% světové populace. Větší závažnost má nemoc ve vlhčích oblastech.
Zatímco seboroická dermatitida u kojenců se obvykle hojí spontánně po několika týdnech, v dospělosti se často vrací. Další vrchol výskytu je mezi dvacátým a třicátým rokem života, častěji u mužů, ale postihuje i ženy, které mívají vážnější příznaky. Ženy jsou postiženy zejména po menopauze. Velmi často je nemoc pozorována u pacientů, jejichž imunitní systém je podstatně oslaben.

## Prevence
Seboreji nejde obecně předejít. Pokud je pokožka náchylná k nadměrnému maštění, měla by jí být věnovaná zvláštní pozornost. Pravidelně čistit, ale nevysušovat a naopak ji hydratovat nemastnými krémy, např. s obsahem kolagenu. Vlasové pokožce také velmi pomáhá po umytí vlasů vysušení fénem, aby se zabránilo delšímu působení vody na pokožce, které zvýší její pH a podráždí ji.